# Extraction assistée par micro-ondes
L'extraction assistée par micro-ondes est un procédé d’extraction d'une substance de n'importe quelle matrice vers une phase liquide appropriée (milieu d'extraction), assistée par des micro-ondes. Cette technique s’applique à toute extraction par un liquide tel que l’extraction liquide-liquide et surtout l’extraction solide-liquide.

## Extraction solide-liquide
Les solides utilisés peuvent être des graines, des herbes, des feuilles, des coques de fruits, des fleurs, etc. Pour favoriser l’extraction, ces solides peuvent être préalablement broyés sous forme de poudre. Ces solides sont immergés dans un solvant. Le récipient contenant ce mélange est ensuite fermé et le tout est irradié par micro-ondes.
Le comportement de l’ensemble est conditionné par la sensibilité aux micro-ondes du milieu d’extraction, de la matrice solide et des substances à extraire :
- si le milieu d’extraction est sensible aux micro-ondes tel que l’eau, l’échauffement de la matrice s’effectue par conduction via ce milieu qui solubilise les substances à extraire. Ce processus est semblable au procédé d’extraction conventionnel mais dure moins longtemps.
- si uniquement la matrice solide est riche en matières sensibles aux micro-ondes alors c’est elle qui est chauffée préférentiellement ce qui induit une augmentation de sa température et donc de la pression à son intérieur ce qui provoque la rupture de la matrice et la libération rapide des substances à extraire.
- si uniquement les substances à extraire sont sensibles aux micro-ondes alors celles-ci diffuseront vers le milieu d’extraction à cause de la différence de température entre eux et ce milieu.

## Avantages
Comparée aux techniques d'extraction conventionnelles (Soxhlet, Twisselmann, etc.), l'extraction assistée par micro-ondes est plus rapide, la consommation de  solvants est plus faible et si besoin, des températures plus élevées peuvent être utilisées.

## Limites
Les coûts de l'investissement sont plus élevés que ceux de l'extraction conventionnelle. Les matières thermosensibles peuvent être dégradées. A la fin de l'extraction, une étape de séparation (filtration) est nécessaire pour séparer la matrice du milieu d'extraction.

## Applications
L'extraction assistée par micro-ondes peut être utilisée au laboratoire ou à un niveau industriel pour collecter des composés intéressants comme des huiles essentielles, des arômes, des huiles végétales, des graisses, des antioxydants ou des colorants.